# Чхуартальська сільська адміністрація
Чхуарта́льська сільська́ адміністра́ція (абх. Чхәарҭал ақыҭа ахадара) — сільська адміністрація в складі Ткуарчальського району Абхазії. Адміністративний центр адміністрації та його єдиний населений пункт — село Чхуартал (Чхортолі).
Сільська адміністрація в часи СРСР існувала як Чхортольська сільська рада Гальського району. 1994 року, після адміністративної реформи в Абхазії, сільська рада була перетворена на сільську адміністрацію, перейменована і передана до складу Ткуарчальського району.
| Грузія | Це незавершена стаття з географії Грузії. Ви можете допомогти проєкту, виправивши або дописавши її. |